# Arang Sử đạo truyện
Arang Sử đạo truyện hay A Nương Sử Đạo Truyện (Hangul: 아랑사또전) là một bộ phim truyền hình Hàn Quốc sản xuất bởi MBC. Kinh phí sản xuất bộ phim là khoảng 10 tỉ won.

## Nội dung
Một bộ phim cổ trang lãng mạn, hài hước xoay quanh một cái chết oan uổng của một cô gái do âm mưu của Nhũ mẫu độc ác vào thời Triều Tiên dựa theo "Truyền thuyết Arang" (A Nương Truyền Thuyết). Vị sử đạo trẻ tuổi Lee Eun Oh (Lý Ân Ngộ), người có khả năng nhìn thấy hồn ma, tình cờ gặp ma nữ Arang (A Nương) bị chết oan đã giúp đỡ cô đi tìm sự thật và bắt đầu mối tình người-ma lãng mạn.
Truyền thuyết Arang: Truyền thuyết đã gắn liền với Lĩnh Nam Lâu Mật Dương, tỉnh Gyung Sang Nam (Khánh Thượng Nam).
A Nương có tên thân sinh là Yoon Dong Ok (Doãn Đông Ngọc), cô là con gái của Phó sứ vùng Mật Dương, tỉnh Khánh Thương. A Nương mồ côi mẹ từ nhỏ nên sống cùng nhũ mẫu, cô lớn lên trở thành một thiếu nữ vô cùng xinh đẹp. Tuy nhiên, bà nhũ mẫu hiểm độc và người hầu luôn tìm kế để hãm hại A Nương. Một ngày nọ, vào buổi đêm khi A Nương ra ngoài để ngắm trăng họ đã tìm cách làm nhục cô. A Nương quyết kháng cự đến cùng để bảo vệ trinh tiết, và kết cục là đã bị đâm chết và bị vứt vào bụi tre.
Sau khi vị Phó sứ nghe tin rằng A Nương đã tư thông với đàn ông bên ngoài và cùng nhau bỏ trốn thì ông đã xin từ quan.
Từ đó trở đi ở Mật Dương, mỗi khi có Phó sứ mới đến nhậm chức thì vào đêm đầu tiên luôn xuất hiện một xác chết rất đáng ngờ. Do đó, tất cả các quan lại đều trở nên e ngại chức vụ này.
Lúc này, một vị quan họ Lee là một người gan dạ, anh dũng đã tự nguyện đến nhậm chức Phó sứ Mật Dương. Vào đêm đầu tiên được bổ nhiệm, oan hồn của Arang lại xuất hiện và vị Phó sứ đã biết được chuyện về cái chết đầy oan ức của Arang. Vị Phó sứ hứa rằng sẽ rửa oan để hoàn thành ước nguyện của cô. Vị quan họ Lee đã nhanh chóng bắt được và trừng trị kẻ đã hãm hại Arang. Thi hài của Arang cũng được tìm ra và đưa đi mai táng. Từ đó trở đi, oan hồn Arang không xuất hiện nữa.
Hiện nay, ở dưới Lĩnh Nam Lâu vẫn còn lưu giữ miếu thờ cúng oan hồn Arang, và câu chuyện bi thương ở Lĩnh Nam Lâu vẫn luôn được lan truyền...

## Diễn viên
- Lee Jun Ki (이준기) (Lý Chuẩn Cơ) vai Kim Eun Oh (Kim Ân Ngộ)
- Shin Min Ah (신민아) (Tần Mẫn Nga) vai Arang (A Nương) / Lee Seo Rim (Lý Thụy Lâm)
- Yeon Woo Jin (연우진) (Diên Chấn Vũ) vai Choi Joo Wal (Thôi Chu Ngạt)

Diễn viên phụ
- Hwang Bo Ra (Hoàng Bảo Lạp) vai Bang Wool (Phương Vuật)
- Kwon Oh Joong (Quyền Ngũ Trung) vai Dol Swe (Thạc Thiết)
- Han Jung Soo (Hàn Chính Tú) vai Moo Young (Vu Linh - Câu hồn sứ giả)
- Yoo Seung Ho (유승호) (Liễu Thắng Hào) vai Ngọc Hoàng Thượng đế
- Park Joon Gyu (박준규) Phác Tuấn Khuê) vai Diêm La Đại Vương
- Kim Yong Gun (Kim Long Quân) vai Thôi Đại Nhân
- Kang Moon Young (Giang Văn Anh) vai Mẹ Eun Oh - Hong Ryun (Hồng Liên)/ Moo Yeon (Vu Yên)
- Kim Kwang Gyu (Kim Quang Khuê) vai Lee Bang (Lại Phòng)
- Lee Sang Hoon (Lý Thượng Hoan) vai Hyung Bang (Hình Phòng)
- Min Seong Wook (민성욱) (Mẫn Thành Húc) vai Ye Bang (Lễ Phòng)
- Kim Min Jae (김민재) (Kim Dân Tể) vai Mã Phu
- Song Jae Ryong (송재룡) (Tống Tái Long) vai Kim Thư Phòng
- Noh Hee Ji (노희지) (Lỗ Hỷ Chi) vai Tiên Nữ
- Lee Yong Yi (이용이) (Lý Dung Y) vai Nhũ Mẫu của Lee Seo Rim

Khách mời
- Yoon Do Hyun (Doãn Dạo Hiền) vai cựu sử Đạo của Mật Dương
- Jeong Soo Young (Trịnh Tú Anh) vai khách hàng của Bang Wool
- Im Hyun Sik vai con Ma
- Im Joo Eun (Lâm Thu Ngân) vai hình dạng thật của Moo Yeon (Vu Yên)

## Đánh giá
| Tập #        | Ngày phát sóng       | Đánh giá của người xem | Đánh giá của người xem | Đánh giá của người xem | Đánh giá của người xem |
| Tập #        | Ngày phát sóng       | TNmS Ratings           | TNmS Ratings           | AGB Nielsen            | AGB Nielsen            |
| Tập #        | Ngày phát sóng       | Toàn quốc              | Vùng thủ đô Seoul      | Toàn quốc              | Vùng thủ đô Seoul      |
| ------------ | -------------------- | ---------------------- | ---------------------- | ---------------------- | ---------------------- |
| Tập đặc biệt | 8 tháng 8 năm 2012   | 5.1%                   | 5.4%                   | 4.9%                   | (<8.0)%                |
| 1            | 15 tháng 8 năm 2012  | 14.4%                  | 16.8%                  | 13.3%                  | 15.1%                  |
| 2            | 16 tháng 8 năm 2012  | 14.3%                  | 16.5%                  | 13.2%                  | 14.4%                  |
| 3            | 22 tháng 8 năm 2012  | 16.0%                  | 19.3%                  | 13.2%                  | 14.2%                  |
| 4            | 23 tháng 8 năm 2012  | 16.2%                  | 19.3%                  | 14.4%                  | 15.7%                  |
| 5            | 29 tháng 8 năm 2012  | 12.1%                  | 13.3%                  | 12.4%                  | 13.7%                  |
| 6            | 30 tháng 8 năm 2012  | 14.0%                  | 16.3%                  | 13.0%                  | 14.4%                  |
| 7            | 5 tháng 9 năm 2012   | 13.1%                  | 14.6%                  | 11.7%                  | 12.8%                  |
| 8            | 6 tháng 9 năm 2012   | 11.7%                  | 14.2%                  | 10.9%                  | 11.9%                  |
| 9            | 12 tháng 9 năm 2012  | 17.0%                  | 19.5%                  | 14.1%                  | 15.3%                  |
| 10           | 13 tháng 9 năm 2012  | 17.0%                  | 20.5%                  | 14.5%                  | 15.1%                  |
| 11           | 19 tháng 9 năm 2012  | 15.3%                  | 17.2%                  | 13.8%                  | 14.9%                  |
| 12           | 20 tháng 9 năm 2012  | 14.9%                  | 16.0%                  | 13.1%                  | 14.0%                  |
| 13           | 26 tháng 9 năm 2012  | 13.9%                  | 15.9%                  | 11.7%                  | 12.9%                  |
| 14           | 27 tháng 9 năm 2012  | 14.3%                  | 16.0%                  | 12.5%                  | 13.0%                  |
| 15           | 3 tháng 10 năm 2012  | 15.0%                  | 17.7%                  | 13.3%                  | 14.5%                  |
| 16           | 4 tháng 10 năm 2012  | 13.9%                  | 16.2%                  | 12.9%                  | 14.4%                  |
| 17           | 10 tháng 10 năm 2012 | 13.0%                  | 15.2%                  | 12.6%                  | 13.8%                  |
| 18           | 11 tháng 10 năm 2012 | 13.5%                  | 15.1%                  | 11.4%                  | 12.1%                  |
| 19           | 17 tháng 10 năm 2012 | 13.2%                  | 14.7%                  | 12.4%                  | 14.0%                  |
| 20           | 18 tháng 10 năm 2012 | 13.8%                  | 16.5%                  | 12.4%                  | 13.8%                  |

## Nhạc phim
| Album                                                                                      | Danh sách |
| ------------------------------------------------------------------------------------------ | --- |
| Phần 1 - Phát hành: 15 tháng 8 năm 2012                                                    | Danh sách bài hát 1. "Fantasy" – Jaein Jang 2. "Fantasy" (instrumental) |
| Phần 2 - Phát hành: ngày 22 tháng 8 năm 2012                                               | Danh sách bài hát 1. "Butterfly Dream (My Secret Dream)" – Yoon Do-hyun 2. "Black Moon" – Shin Min-ah 3. "Black Moon" (harmonica) 4. "My Secret Dream" (instrumental) 5. "Black Moon" (instrumental) |
| Phần 3 - Phát hành: 29 tháng 8 năm 2012                                                    | Danh sách bài hát 1. "Surprised" – Kim Bo-kyung 2. "Surprised" (instrumental) 3. "Arang Love Theme" 4. "Arang Legend" 5. "Who Am I?" 6. "New World" |
| Phần 4 - Phát hành: 5 tháng 9 năm 2012                                                     | Danh sách bài hát 1. "Love and Love" – Baek Ji-young 2. "Love and Love" (instrumental) |
| Phần 5 - Phát hành: 13 tháng 9 năm 2012                                                    | Danh sách bài hát 1. "Mask Dance" – MC Sniper 2. "Mask Dance" (instrumental) |
| Phần 6 - Phát hành: 19 tháng 9 năm 2012                                                    | Danh sách bài hát 1. "One Day" – Lee Joon-gi 2. "One Day" (instrumental) |
| Phần 7 - Phát hành: 26 tháng 9 năm 2012                                                    | Danh sách bài hát 1. "Love Is You" – K.Will 2. "Love Is You" (instrumental) |
| Phần 8 - Phát hành: 3 tháng 10 năm 2012                                                    | Danh sách bài hát 1. "Mirage" – Yoo Seung-chan 2. "Mirage" (instrumental) 3. "Eun-oh" 4. "The White Stairs" 5. "셜븐살매" 6. "The Dream of Arang" |
| Phần 9 - Phát hành: 10 tháng 10 năm 2012                                                   | Danh sách bài hát 1. "Shout" - Lee Ki-chan 2. "Shout" (instrumental) |
| Phiên bản đặc biệt - Phát hành: 17 tháng 10 năm 2012 - Ca sĩ: Nhiều ca sĩ - Định dạng: 2CD | Danh sách bài hát CD1 1. "Fantasy" – Jaein Jang 2. "Butterfly Dream (My Secret Dream)" – Yoon Do-hyun 3. "Black Moon" – Shin Min-ah 4. "Love and Love" – Baek Ji Young 5. "Surprised" – Kim Bo-kyung 6. "Mask Dance" – MC Sniper 7. "One Day" – Lee Joon-gi 8. "Love Is You" – K.Will 9. "Shout" - Lee Ki-chan 10. "Mirage" – Yoo Seung-chan 11. "One Day" (instrumental) 12. "Love Is You" (instrumental) 13. "Shout" (instrumental) 14. "Mirage" (instrumental) CD2 - Background music 1. "아랑 전설" 2. "아랑 Love theme" 3. "A Garden of Heaven" 4. "셜븐살매" 5. "New world" 6. "나는 누구인가" 7. "서털구털" 8. "산책" 9. "아랑의 추억" 10. "Destiny" 11. "은오" 12. "아랑의 꿈2 13. "The White Stairs2 14. "Murderous" 15. "덕호들" 16. "대무녀" 17. "다소니 혜윰" |

## Giải thưởng
- 2012 20th Korean Culture and Entertainment Awards: Nam diễn viên phụ xuất sắc nhất - Kwon Oh-joong
- 2012 MBC Drama Awards: Giải cặp đôi xuất sắc nhất - Lee Jun Ki và Shin Min-ah
- 2013 Seoul International Drama Awards: Nam diễn viên xuất sắc phim Hàn Quốc - Lee Jun Ki
- 2013 Seoul International Drama Awards: Drama Hàn Quốc xuất sắc nhất